# Абордажный палаш

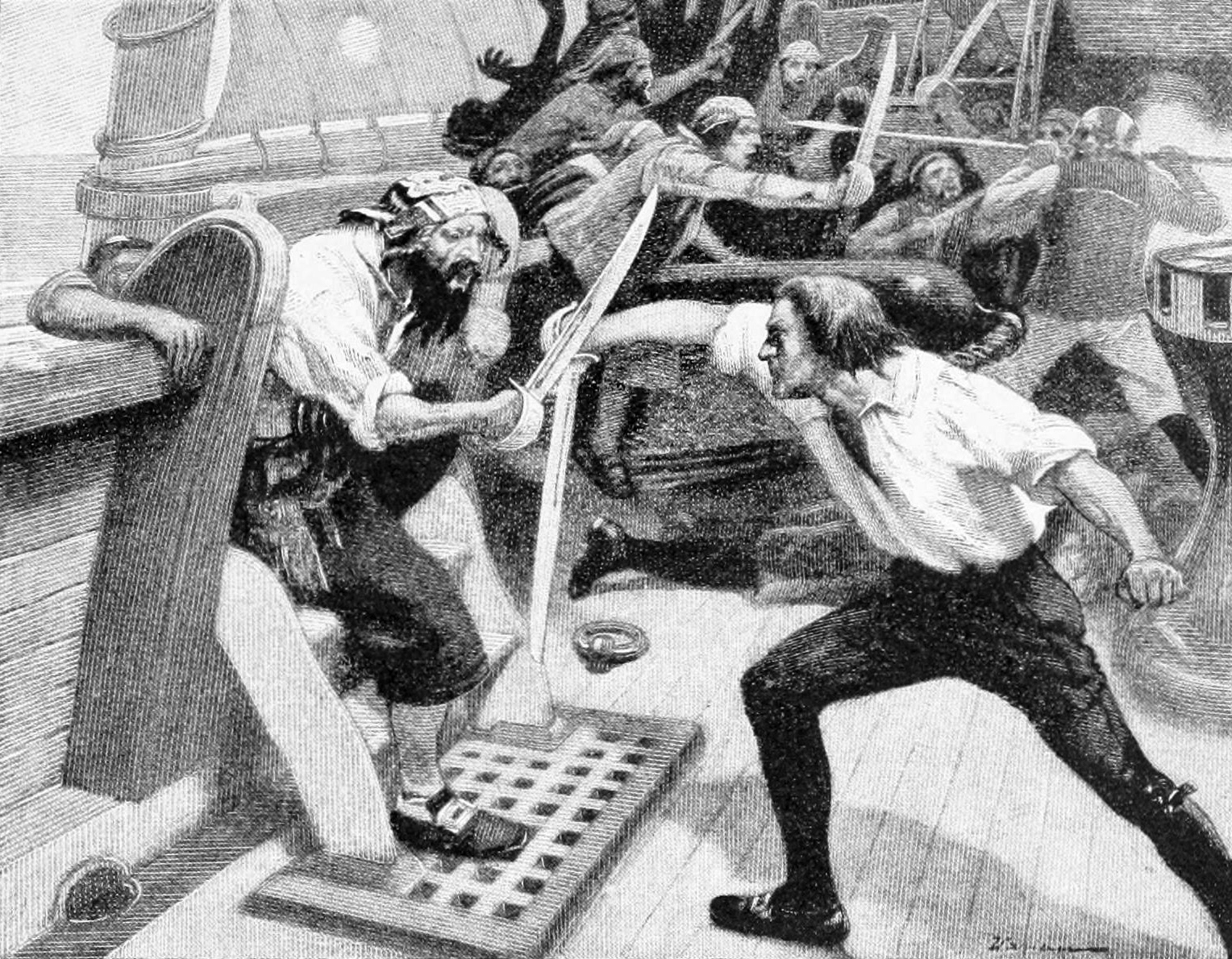
Пираты Чёрной Бороды берут на абордаж корабль Роберта Мэйнарда.

Абордажный палаш — вид палаша, применявшийся моряками в XVI—XIX веках при абордажных боях и десантных действиях.
Абордажный палаш — длинноклинковое рубяще-колющее оружие с прямым широким клинком без долов, имеющим одностороннюю или полуторную заточку. Рукоять деревянная или металлическая с гардой типа дужка, крестовина, щиток. В отличие от строевых палашей, которые имели металлические или деревянные ножны, ножны для абордажного палаша обычно были кожаными. Длина клинка составляла до 80 см, ширина — около 4 см.

## Во флотах Западной Европы
Абордажный палаш применялся в XVI—XIX веках во флотах Западной Европы моряками абордажных команд (партий). Часто использовалась разновидность палаша с гардой в виде раковины, называемая «скаллоп» (scallop, дословно c англ. — «створчатая раковина»), а также «дузегги» или «дюссак» (встречается различное написание нем. Dussägge, Dusägge, Dusegge, Dusegg, Dussack, Dusack и т. п., от чеш. tesák — тесак).

## Во флоте Российской империи

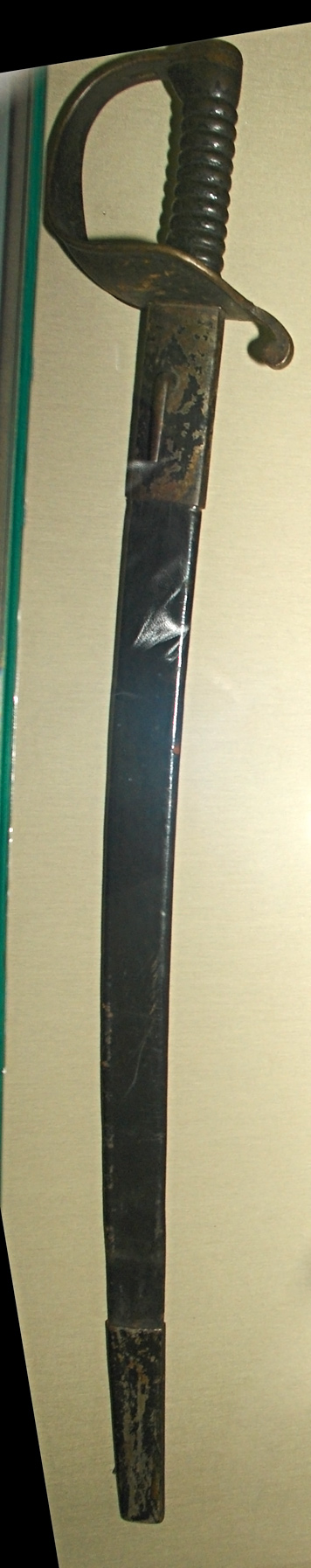
Русский абордажный матросский палаш образца 1856 г.

В Российском императорском флоте в 1856 году у нижних чинов Морского ведомства сапёрные и морские артиллерийские тесаки были заменены на абордажные палаши. В 1858 году палаши стали принадлежностью гардемаринов.
Большое количество морских палашей было изготовлено в Златоусте в 1852—1856 годах и позднее. Русские морские палаши XIX века по сравнению с кавалерийскими отличаются от них меньшими размерами, несколько изогнутым, но чаще прямым клинком, наличием на боевом конце с обеих сторон косо поставленных рёбер, являющихся продолжением обуха и доходящих до острия, упрощённой гардой эфеса.
Палаш применялся на флоте до конца XIX века. Матросы гвардейского экипажа носили морские палаши вплоть до 1905 года, когда они были заменены тесаками.
С 1885 года особый палаш, называвшийся, однако, саблей, был присвоен парадной форме морских офицеров и адмиралов.
Как принадлежность морской формы палаш носили до 1917 года гардемарины Морского корпуса, Морского инженерного училища Императора Николая I и Отдельных гардемаринских классов.

## Во флоте СССР
В Военно-морском флоте СССР ношение палашей курсантами высших военно-морских училищ было введено с 1 января 1940 года, и отменено в 1958 году.